# П’ятовська (Калузька область)
Пятовська (рос. Пятовская) — присілок в Дзержинському районі Калузької області Російської Федерації.
Населення становить 36 осіб. Входить до складу муніципального утворення Село Радгосп імені Леніна.

## Історія
Від 2004 року входить до складу муніципального утворення Село Радгосп імені Леніна.

## Населення
| 2002 | 2010 |
| ---- | ---- |
| 42   | ↘36  |